# Sălăgeni, Iași
Sălăgeni este un sat în comuna Grozești din județul Iași, Moldova, România.